# آدم فويسيك
آدم فويسيك (بالبولندية: Adam Wójcik) (مواليد 20 أبريل 1970 في بولندا - 26 أغسطس 2017)، هو لاعب كرة سلة بولندي سابق. بدأ مسيرته الاحترافية في سنة 1987. اعتزل اللعب في 2012.

## المسيرة الاحترافية
لعب مع نادي أوستند لكرة السلة في سنة 1996، ثم لعب مع سبيرو شارلوروا في موسم 1996–1997، ثم لعب مع بالونكيستو مالقا في الدوري الإسباني في موسم 2002–2003، ثم لعب مع شلوسك فروتسلاو في موسم 2003–2004، ثم لعب مع أسكو غدينيا من سنة 2004 إلى 2007.

## الإنجازات
- الدوري البولندي لكرة السلة (1995، 1998، 1999، 2000، 2001، 2005، 2006، 2007)
- كأس بولندا لكرة السلة (2004، 2006)
- كأس السوبر البولندية لكرة السلة (1999، 2000)
- الدوري البلجيكي لكرة السلة الدرجة الأولى (1997)

## روابط خارجية
- آدم فويسيك على موقع الاتحاد الدولي لكرة السلة (الإنجليزية)
- آدم فويسيك على موقع الدوري الأوروبي لكرة السلة (الإنجليزية)
- آدم فويسيك على موقع الدوري الإسباني لكرة السلة (الإسبانية)
- آدم فويسيك على موقع كرة السلة الأوروبية.كوم (الإنجليزية)
- آدم فويسيك على موقع ريلجم (الإنجليزية)
- آدم فويسيك على موقع بروبوليرز (الإنجليزية)
- آدم فويسيك على موقع سبورتس رفرنس (الإنجليزية)